# Pi1 Doradus
Pi Doradus (41 Doradus) é uma estrela na direção da constelação de Dorado. Possui uma ascensão reta de 06h 22m 38.23s e uma declinação de −69° 59′ 02.9″. Sua magnitude aparente é igual a 5.56. Considerando sua distância de 595 anos-luz em relação à Terra, sua magnitude absoluta é igual a −0.75. Pertence à classe espectral K5III.